# Église Gethsémané de Berlin
L'église Gethsémané est l'église la plus connue dans le quartier de Prenzlauer Berg, à Berlin, dans l'arrondissement de Pankow. L'église a été nommée d'après le jardin de Gethsémané au pied du mont des Oliviers à Jérusalem. Les chrétiens vénèrent cet endroit où les douze Apôtres et de Jésus de Nazareth ont prié la veille de sa crucifixion et où il a été arrêté. Elle appartient à l’Église protestante Berlin-Brandebourg-Haute Lusace silésienne, c'est l'une des trois églises protestantes de Prenzlauer Berg.
Cette église et ses paroissiens ont joué un rôle crucial, avant et pendant la Wende, la révolution pacifique qui a précédé et accompagné la fin de l'ancienne République Démocratique allemande à l'automne de 1989.
L'église a été construite entre 1891 et 1893 selon les plans de l'architecte August Orth et dédicacée en 1893 par l'empereur Guillaume II.

## L’église

### Architecture

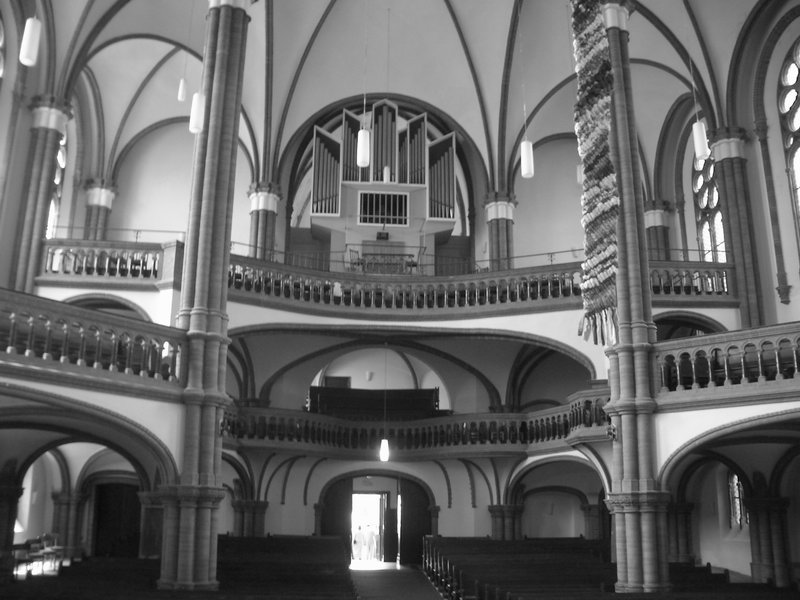
Intérieur de l'église Gethsémané, vu depuis l'est, où l'on voit la double tribune d'orgue.

L'Église de Gethsémané combine harmonieusement l'impression extérieure d'une nef longue, typique des églises catholiques traditionnelles, et d'un hall central propre à la prédication, typique des églises protestantes. En effet, la croisée du transept est élargie à un vaste octogone grâce aux nefs latérales, offrant aux fidèles une bonne vue et une bonne écoute, la chaire étant placée au centre de l'octogone.
En raison du nombre élevé des paroissiens au moment de sa construction, des tribunes ont été construites autour de la salle de prière octogonale sauf sur son côté oriental, qui est ouvert sur le chœur. Sur le côté occidental de l'octogone, les tribunes sont même à deux niveaux puisqu'une tribune d'orgue supérieure a été ajoutée.
En termes de style, August Orth a combiné des éléments de style néo-roman tels que des fenêtres en plein cintre et des éléments de style gothique baltique tels que des rosaces ou des croisées d'ogives et surtout l'utilisation de la brique comme matériau. Le chœur oriental est inséré dans une abside polygonale, illuminée par trois vitraux colorés (mis en place en 1893) et entourée d'un déambulatoire qui donne accès à la sacristie et à d'autres pièces à l'usage de la congrégation
Les façades extérieures présentent des contreforts et des pinacles.
Le clocher, situé en façade ouest, a une base carrée et est surmonté d'une flèche de 62 mètres couverte en cuivre. Il surmonte le portail d'entrée en plein cintre.

### Œuvres d'art
L'orgue est un instrument moderne de la firme Sauer de Francfort-sur-l'Oder.
L'autel repositionné au centre de l'église a été agrémenté en 1961 d'un crucifix et d'un chandelier dus au sculpteur Fritz Kühn (de). Dans le transept sud se trouve depuis 1923 la sculpture en bois expressionniste du "Christ priant" de Wilhelm Groß (de). La sculpture commémore Jésus de Nazareth dans le jardin de Gethsémané, priant avant son arrestation: "Mon Père, s'il est possible, que cette coupe s'éloigne de moi ! Toutefois, non pas ce que je veux, mais ce que tu veux." (Évangile de Matthieu 26:39). Cette sculpture a été créée en mémoire et en hommage aux paroissiens de l'église de Gethsémané morts sur les champs de bataille de la Première Guerre mondiale ; elle prend nettement ses distances avec le style «héroïque» dominant dans les monuments de l'entre deux guerres.

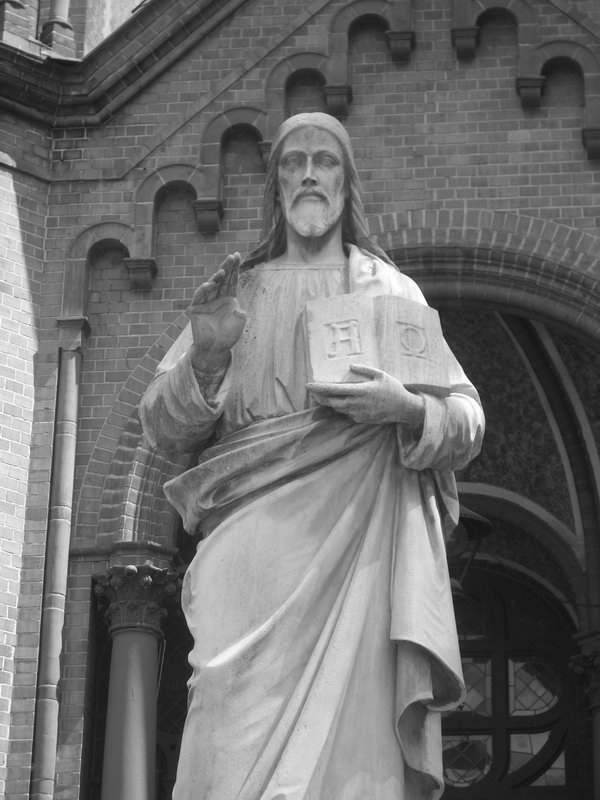
Christ bénissant, statue provenant de l'église de Réconciliation, détruite par la RDA en 1985.

La statue du "Christ bénissant", provenant de l'Église de Réconciliation (Versöhnungskirche), qui était à proximité du mur de Berlin sur la Bernauer Strasse et fut détruite à l'explosif en 1985 par les garde-frontières est-allemands afin de dégager l'espace le long du Mur de Berlin, se trouve maintenant (depuis 1993) près du portail occidental de l'église Gethsémané. Jusqu'en 1965, une statue en bronze du Christ bénissant (du sculpteur danois Bertel Thorvaldsen) se trouvait à cet emplacement présentée à l'entrée ouest est maintenant présentée sur le cimetière de la congrégation à Berlin-Nordend ; elle a dû être retirée en raison des dommages qu'elle subissait du fait des intempéries.

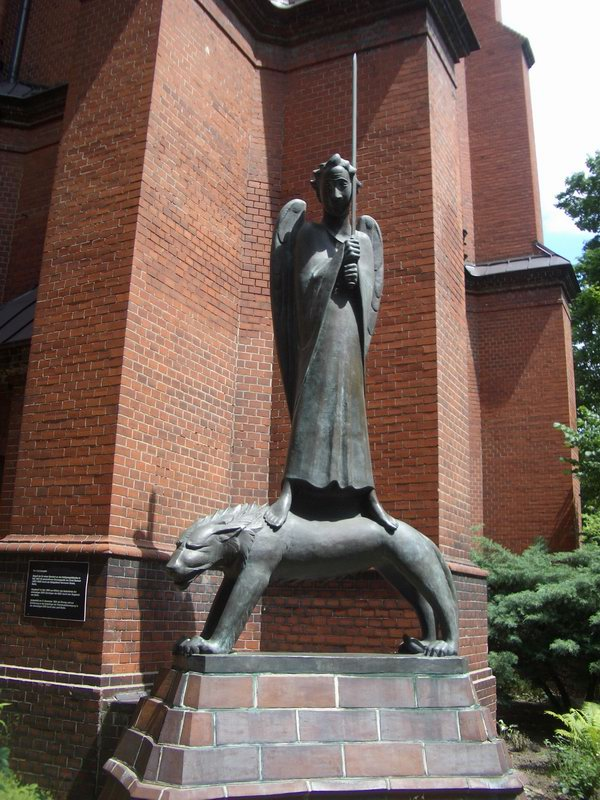
Le Geistkämpfer (combattant spirituel) d'après Ernst Barlach.

Depuis 1994, une copie de la statue expressionniste du Geistkämpfer (combattant spirituel) d'Ernst Barlach d'après un original créé en 1928 pour l'Église luthérienne du Saint-Esprit (Heilig-Geist-Kirche, entièrement détruite pendant la guerre) à Kiel, a été placée devant la façade sud de l'église. En raison de l'historique de la statue, cette copie de 6,4 mètres de hauteur a été installée pour commémorer les militants qui ont combattu pour la démocratie en Allemagne de l'Est. En effet, l'original de cette statue avait été condamné en 1937 par la Chambre des beaux-arts du Reich comme "art dégénéré" et devait être confisqué, mais le marchand d'art Bernhard Böhmer réussit à la dissimuler, découpée en quatre morceaux, dans une ferme de la lande de Lunebourg et elle put être restaurée en 1954 et installée devant l'église Saint-Nicolas (Nikolaikirche) de Kiel.
Dans le jardin, à côté de la rue Stargarder, une plaque commémore la résistance allemande contre le gouvernement nazi de Karl Biedermann. Le gouvernement de l'Allemagne de l'Est avait refusé l'autorisation de la poser sur le site qui avait été initialement prévu, car elle ne rappelait pas les symboles officiels héroïques de la lutte, et elle a donc été installée sur les terres de l'église le 3 octobre 1990.

## Historique

### Localisation

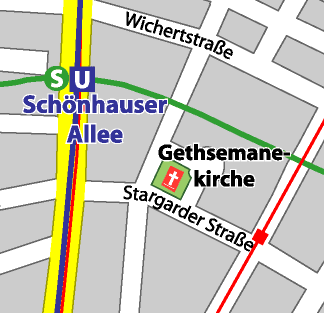
Position géographique de l'église Gethsémané.

L'église de Gethsémané est située au carrefour de Stargarder Straße et de Greifenhagener Straße, à environ 100 mètres à l'est de la Schönhauser Allee et de la station de métro du même nom. Le bâtiment de l'église est est-ouest, et sa tour occidentale forme une façade décorative sur le carrefour. La rue Gethsemanestraße, qui porte donc le nom de l'église, entoure le chœur à l'est et au nord du bâtiment, formant avec les deux autres rues une sorte de carré autour de l'église. La banlieue nord de Berlin possède maintenant peu de bâtiments prestigieux, de sorte que les bâtiments de l'église fournissent le principal point d'intérêt architectural dans ce secteur.

### Construction
Caroline Griebenow, propriétaire terrienne importante la région, fit don du terrain pour la construction d'une église. Celui-ci fut d'abord refusé parce qu'il se trouvait dans une zone non encore construite. L'association protestante pour la construction des églises, une organisation caritative alors dirigée par la reine Augusta Victoria de Schleswig-Holstein, finançait ces constructions.
Le projet fut confié à l'architecte August Orth, Baurat,, qui avait déjà construit, de 1866 à 1873, l'église de Sion (de). Celle-ci servait alors de lieu de culte aux paroissiens du quartier mais qui était devenue trop petite.
La première pierre fut néanmoins posée le 20 mars 1891. L'église fut inaugurée le 26 février 1893 en présence de sa majesté le roi de Prusse et empereur allemand Guillaume II, ès sa qualité de summus episcopus (gouverneur suprême) de l'Église protestante de l'Union prussienne.

### Événements de 1989
Dans les années 1980, l'église Gethsémané, comme beaucoup d'autres, est devenue un point de rencontre pour les opposants du régime est-allemand, notamment dans le cadre des manifestations du lundi, et pour le mouvement de paix indépendant. C'est parce que les églises, bien qu'infiltrées par les agents de l'État, étaient les seuls endroits inféodés en Allemagne de l'Est où de tels opposants pouvaient se rencontrer. Les personnes participant aux prières pour les opposants arrêtés par l'État, pour la paix ou aux débats publics, n'étaient pas nécessairement des paroissiens ou même des membres de l'église. En 1987, la congrégation a participé à l'Assemblée de l'Église évangélique allemande, attirant des gens de toute l'Allemagne de l'Est. L'opposition s'est intensifiée après le 17 janvier 1988, lorsque les manifestants portant des banderoles avec la citation de Rosa Luxemburg « La liberté est toujours la liberté de celui qui pense différemment » (Modèle:Lang&de), furent arrêtés lors de la marche commémorative annuelle du Parti communiste organisée en l'honneur de Rosa Luxemburg et de Karl Liebknecht. Les opposants du régime ont dévoilé la fraude électorale lors des élections locales de l'Est de l'Allemagne du 7 mai 1988, et leur nombre a augmenté lorsque les manifestations de la Place Tiananmen de 1989 ont commencé. Arrivé en 1989 à l'Église Gethsémané, le pasteur Bernd Albani (de) se distingua particulièrement comme organisateur des veillées de prière et des actions de protestation non-violente (Mahnwache (de)).
À partir du 2 octobre 1989, à la veille du 40e anniversaire de la fondation de l'Allemagne de l'Est, l’église Gethsémané a commencé à garder ses portes déverrouillées jour et nuit, fidèle à sa devise « Veillez et priez » (Wachet und betet), tirée de l'Évangile de Matthieu. Des milliers de personnes ont assisté à des discussions publiques et ont allumé des bougies sur la place devant l'église. Le 7 octobre, la Journée nationale de l'Allemagne de l'Est, la police de la RDA et les unités secrètes de la Stasi ont violemment réprimé les manifestants dans "Schönhauser Allee" et certains ont cherché refuge dans l'église de Gethsémané. Les images de la répression ont fait le tour du monde. Quelque 500 personnes ont ensuite été arrêtées et détenues pendant plusieurs semaines.
Le 9 octobre, dans un discours prononcé à l'église Gethsémané, Gottfried Forck, président de la section orientale de l'Église protestante de Berlin-Brandebourg, a appelé à la démocratisation et à la légitimation du gouvernement de l'Allemagne de l'Est,.
Après la dissolution de l'ancien régime de l'Allemagne de l'Est, l'Église de Gethsémané est devenue un centre du mouvement des droits civiques. En mars 1990, les représentants du premier « Volkskammer » élu librement ont assisté à un service dans l'église pour marquer leur première session.

### Histoire récente

#### Mouvement pour la paix
L'engagement pacifiste de la paroisse s'est poursuivi dans les années 1990. Dès le début de la Guerre du Golfe en 1991, des réunions de prière régulières pour la paix se sont tenues dans l'église Gethsémané.

#### Œcuménisme
La paroisse Gethsémané a été en première ligne lors de Convention œcuménique de 2003 réunissant des représentants catholiques et protestants. Comme annoncé à l'avance, le prêtre catholique autrichien Gotthold Hasenhüttl célébra l'eucharistie dans l'église Gethsémané en pleine conscience que les protestants dans l'assemblée viendraient communier, ce malgré l'interdiction expresse du pape Jean-Paul II. Des milliers de personnes voulurent participer et firent la queue dans la rue. Au cours de la même convention, le prêtre catholique allemand Bernhard Kroll participa à une sainte cène protestante. Ces deux prêtres furent suspendus et durent démissionner.

#### Réparations du bâtiment
Si la structure du bâtiment est sortie indemne de la Seconde Guerre mondiale, beaucoup de dommages à la toiture et à la maçonnerie durent être réparés. La médiocrité des matériaux utilisés à l'époque occasionna la nécessité de nouvelles réparations au début du XXIe siècle. En 1961, l'intérieur de l'église a été rénové. À cette occasion, l'autel a été déplacé de l'abside au centre de la salle de prière octogonale.
Après les pierres tombées de la tour sur une passerelle en 2009 et devant les risques croissants d'accident, l'église Gethsémané est en cours de rénovation pour 1,2 million d'euros depuis le début de 2015. Une rénovation de l'intérieur pourrait suivre à partir de 2017 sous réserve de financement suffisant.

## Personnalités liées à l'église Gethsémané
- August Orth (1828 – 1901), architecte auteur de plusieurs bâtiments importants à Berlin, dont l'église Gethsémané
- Wilhelm Kube (1887 - 1943), nazi et ardent promoteur du mouvement pro-nazi des Chrétiens allemands, fut pasteur de l'église Gethsémané dans les années 1930
- Gotthold Hasenhüttl (né en 1933), prêtre et professeur de théologie catholique, a offert sans autorisation l'hospitalité eucharistique aux protestants dans l'église de Gethsémané lors du Kirchentag œcuménique de 2003, et a en conséquence été frappé d'une suspense le privant de ses droits d'exercer la prêtrise.
- Bernd Albani (de) (né en 1944), fut, en 1989, nommé pasteur de l'église Gethsémané, dont il fit le centre berlinois de la révolution pacifique qui mit fin au régime communiste de la RDA.